# Alfredo Antunes Kanthack

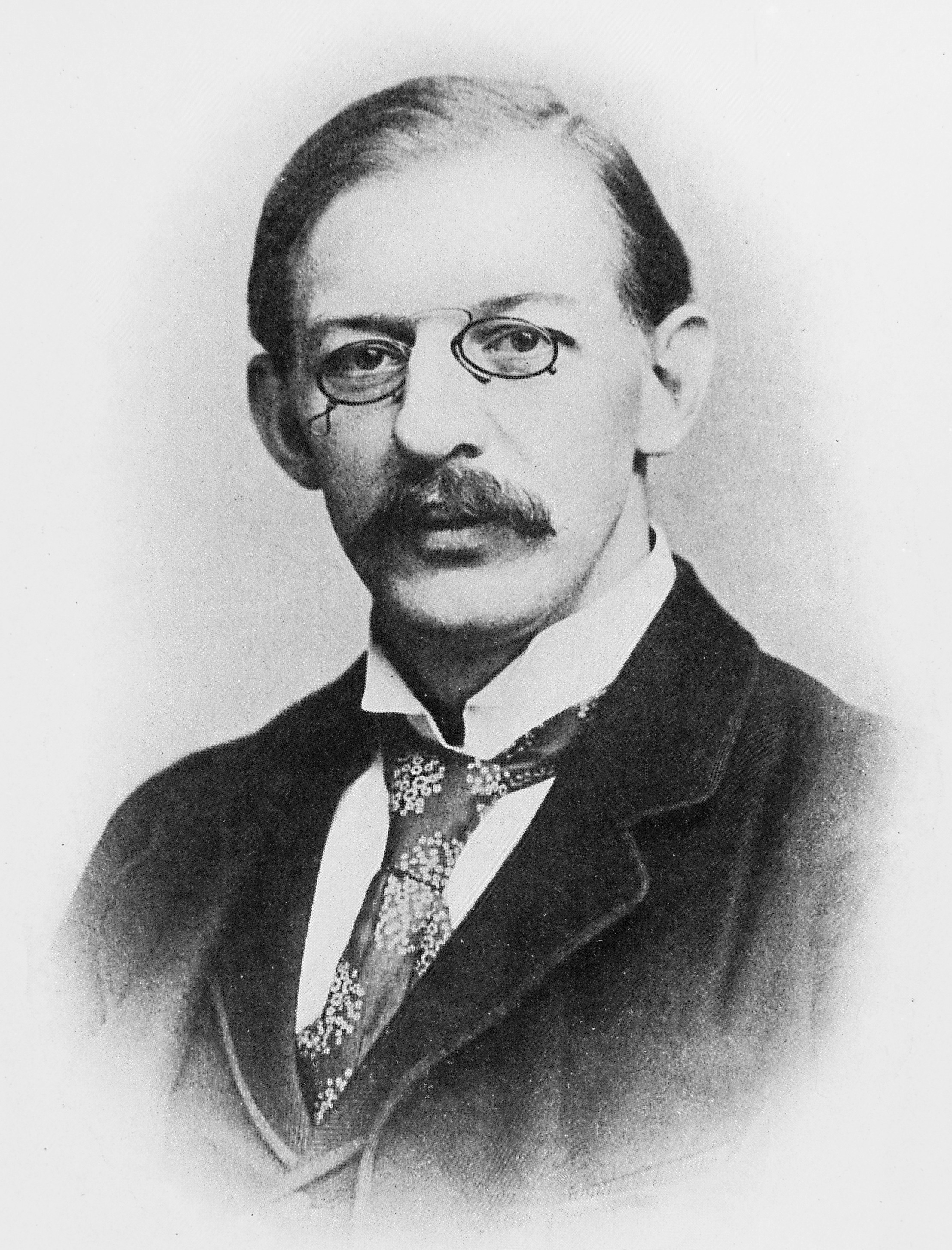
Alfredo Antunes Kanthack

Alfredo Antunes Kanthack, MD, FRCP, (* 4. März 1863 in Bahia; † 24. Januar 1898 in Cambridge) war ein brasilianischer Mikrobiologe und Pathologe.

## Leben
Alfredo Antunes Kanthack verbrachte seine Kindheit in seinem Geburtsland Brasilien, wo sein Vater Emilio Kanthack als britischer Konsul in Pará tätig war. Als er sechs Jahre war, zog der Vater aus geschäftlichen Gründen mit der Familie nach Deutschland. Kanthack galt als fleißiger, aber durchschnittlicher Schüler. Erst als die Familie 1887 nach Liverpool zog und der Sohn die dortige Medical School besuchte, offenbarte sich seine akademische Begabung.
Bis zum Jahre 1888 hatte Kanthack mehrere Studienabschlüsse erreicht und wurde zum Fellow des Royal College of Surgeons gewählt. Unter anderem arbeitete er in Deutschland mit Rudolf Virchow, Robert Koch und Wilhelm Krause, mit denen ihn fortan eine Freundschaft verband und er lebhaft korrespondierte. 1890 reiste er als Mitglied der Indian Leprosy Commission nach Indien, um die Verbreitung und Behandlung von Lepra zu untersuchen. Nach seiner Rückkehr erhielt er ein Forschungsstipendium an der University of Cambridge, wechselte aber kurz danach an die Royal Infirmary in Liverpool, wo er ein bakteriologisches Labor einrichtete. Zu dieser Zeit wurde generell die Zusammenarbeit zwischen Wissenschaft und Krankenhäusern intensiviert, um die Forschung effizienter und systematischer zu gestalten. Besonders erwähnenswert sind seine Forschungsbeiträge zur Tuberkulose in Milch und zur Immunität. Kanthack war nicht nur ein brillanter Forscher, sondern auch eine beliebte Lehrkraft, die viele Studenten zur Mitarbeit in seinem Labor anregte. Dabei spielte allerdings auch seine Begeisterung für jede Art von Sport eine Rolle, wodurch er in engen persönlichen Kontakt zu seinen Studenten kam.
1893 wurde Alfredo Kanthack Direktor der pathologischen Abteilung am St. Bartholomew’s Hospital and Medical School, wo er weiterhin Forschung und Lehre betrieb. Inzwischen war sein Forschungsleiter, Professor Charley Roy, zum neuen Vorsitzenden der Pathologie in Cambridge ernannt worden, konnte aber aus gesundheitlichen Gründen das Amt nicht wahrnehmen. Kanthack wurde zu seinem Stellvertreter ernannt und verband seine beiden Tätigkeiten zunächst miteinander. 1897 trat er von seinem Londoner Posten zurück und wurde zum Professor der Pathologie in Cambridge ernannt.
Nachdem Kanthack 13 Monate lang in Cambridge tätig gewesen war, starb er im Alter von 35 Jahren an einer Krebserkrankung. Seit 1900 wird in Liverpool die Kanthack Medaille für Arbeiten im Bereich von Pathologie und Mikrobiologie vergeben. Die Bibliothek der Pathologie in Cambridge wurde auch nach ihm Kanthack-Nuttel Library benannt, 2005 ein Forschungsstipendium mit seinem Namen eingerichtet. Die Department of Pathology von Cambridge schreibt auf seiner Website, dass Kanthack vielseitige Interessen gehabt habe: „Phagozytose, Schlangengifte, Tetanus, Halsfisteln und Fußball.“

## Publikationen
- Mit Humphrey Rolleston: Manual of practical morbid anatomy. 1894
- Mit  John Hannah Drysdale: A Course of Elementary Practical Bacteriology. 1895 (neu aufgelegt 2010)